# Duitse Amerikanen
De Duitse Amerikanen (Duits: Deutschamerikaner, Engels: German Americans) omvat een groep van 51 miljoen mensen oftewel ongeveer 17% van de Amerikaanse bevolking. Californië, Texas en Pennsylvania zijn de staten waar de meeste Amerikanen van Duitse, en Duitstalig Zwitserse en Oostenrijkse origine wonen. De staten in het Midwesten Iowa, Minnesota, Nebraska, Wisconsin, North en South Dakota bevatten één derde van de Amerikaanse bevolking van (gedeeltelijk) Duitse afstamming. In bredere zin, de aangrenzende Canadese staten inbegrepen, telt deze immigrantengroep 53 miljoen mensen.

## Geschiedenis

### Tot 1820
Geen enkele van de historische Duitse staten had overzeese kolonies in de Nieuwe Wereld. In 1683 arriveerden de eerste 'Duitsers' in de Britse koloniën. Zij vestigden zich voornamelijk in de staten New York en Pennsylvania. In die laatste staat vestigden zich dissidenten oud-lutheranen uit Pruisen en mennonieten uit vooral het zuidwesten van het toenmalige Duitse Rijk (Württemberg, de Palts en de Elzas), en uit Zwitserland. Herrnhutters uit Moravië en Saksen zagen het als hun opdracht onder de Indianen te missioneren. Ook gereformeerden die in lutherse staten niet werden erkend behoorden bij de emigranten, zoals in 1733 Johann Peter Rockefeller uit Brunswijk (Braunschweig), grondlegger voor een van de rijkste families van de Verenigde Staten. De huidige Amishbevolking stamt van de mennonieten af. Het waren dus vooral religieuze dissidenten uit de Duitse staten die vrijheid voor hun geloofsbeleving in Amerika zochten. Zij vormden daar sectarische gemeenschappen, voelden zich niet primair 'Duitsers'; het enige wat zij gemeen hadden was het gebruik van het Hoogduits als schrijf- en Bijbeltaal.
Tijdens de onafhankelijkheidsoorlog (1776-1784) pachtte de Britse regering horige onderdanen van met name de hertog van Hessen om dienst te doen in het koloniale leger, in totaal bijna 30.000 soldaten voor bijna 1,8 miljoen pond sterling. Voor de gevallenen – de helft stierf op het slagveld of aan ziekten – kregen de Duitse vorsten dan een compensatie uitgekeerd. 12.000 liepen echter over naar de Amerikanen en werden daarvoor beloond met persoonlijke vrijheid en land.
Een bijzondere rol speelde Friedrich Wilhelm (Frederick William) von Steuben, een Pruisisch officier die via relaties in Frankrijk, in 1778, in het opstandige Amerikaanse leger terechtkwam waar hij de opdracht kreeg om het te reorganiseren en te disciplineren. Hij deed dat met succes en werd tot Amerikaans generaal verheven; nog altijd staat hij in de historische eregalerij van de Verenigde Staten. De Amerikaanse vrijheidsstrijd had grote invloed op het culturele klimaat in de Duitse staten, al bleef dat voorlopig beperkt tot filosofische en literaire beschouwingen en programma's, zoals in de periode van Sturm und Drang.
Aan het einde van de 18e eeuw vormden de Duitstaligen een tiende deel van de bevolking maar in Pennsylvania een derde, zodat deze staat tweetalig bestuurd moest worden. De zogenaamde Pennsylvania Dutch, oorspronkelijk afkomstig uit het zuidwesten van Duitsland en uit Zwitserland, gingen in toenemende mate hun sterk van het Hoogduits afwijkende dialect als hun schrijftaal gebruiken, voordat zij op het Engels overgingen. 'Dutch' was de door Engelstaligen aan hen gegeven naam, afgeleid van de door henzelf gebruikte aanduiding "Deitsch". Dit heeft dus te maken met 'Deutsch' en niet met 'Dutch' dat de moderne Engels-Amerikaanse benaming is voor Nederlands of Hollands.

### 1820-1850
Pas in het tweede kwart van de 19e eeuw, toen zij persoonlijk van horige afhankelijkheid bevrijd waren en konden gaan en staan waar zij wilden, kwamen arme boeren en landarbeiders, vooral uit het gebied ten oosten van de Elbe ("Oost-Elbië") heersten nog tot ver in de 19e eeuw middeleeuws feodale toestanden. Zij vormden lutherse gemeenten. Later zouden ook uit katholieke streken als Westfalen en het Rijnland boeren naar Amerika emigreren.
Een nieuwe en bijzondere stroom, nu van democraten en intellectuelen, kwam op gang toen de revoluties van 1830 en 1848 in de Duitse staten en in Oostenrijk mislukten en veel liberalen en socialisten moesten vluchten voor vervolging. Een aparte groep vormden deze revolutionaire democraten die in 1848, na de mislukking van het eerste Frankforter Parlement, moesten vluchten. Zij assimileerden snel in de steden maar op het meer conservatieve platteland bleven kleinere en homogene Duitstalige gemeenschappen tot ver in de 20e eeuw bestaan.

### 1850-1910
Tot dusver was Le Havre de plaats vanwaar de emigranten overstaken. Weldra zouden Rotterdam, Hamburg en Bremen daarbij komen. Ieren gingen eerst de Duitsers vooruit, maar in de jaren vijftig waren Duitsers de omvangrijkste emigrantengroep geworden en zij bleven dat tot 1890. Een eerste topjaar was 1854 met 200.000 emigranten uit de Duitse staten, gevolgd in 1882 door 700.000. De Amerikaanse burgeroorlog onderbrak deze stroom tijdelijk. Overigens waren gevluchte 1848-revolutionairen als Carl Schurz als generaal, Graf Zeppelin als kannonier en Gottfried Kinkel als advocaat en minister van Binnenlandse Zaken werkzaam. Maar na 1870 waren zich ook steeds meer en meer industriearbeiders uit Duitsland in het stedelijke gebied van New York-Mineapolis-St.Louis-Baltimore gaan vestigen. Armoede en economische uitzichtloosheid was de aanleiding voor een derde stroom van massale immigratie in het laatste kwart van de 19e eeuw. Toen emigreerden drie miljoen Duitsers en Oostenrijkers, behorende tot het stedelijke en plattelandsproletariaat, vooral afkomstig uit het noordoosten van het toenmalige Duitse Rijk: Mecklenburg, Pommeren, Silezië en Oost-Pruisen. Zij vormden het leeuwendeel van de kwart miljoen immigranten uit de Duitse staten en Oostenrijk. Na 1890 verloren immigranten uit Duitsland de eerste plaats want inmiddels was een grotere stroom immigranten uit Zuid-Europa, vooral Italië, op gang gekomen, gevolgd door Oost-Europeanen waaronder Joden de belangrijkste groep vormden.

### Assimilatie
De Eerste Wereldoorlog, waarin Amerika de oorlog aan Duitsland verklaarde, betekende een breuk in deze ontwikkeling. Velen verengelsten hun familienaam om hun Duitse achtergrond onherkenbaar te maken of in ieder geval hun loyaliteit aan Amerika te betuigen. In die tijd werd de familienaam Zimmermann Carpenter, Klein Cline of Kline, Schuster Shuster, Herzog Duke, Schneider Snyder, Bauer Farmer, Schuster Shuster, Krämer Cramer, Gärtner Gardiner, Meier Myer, Meister Master, Grün Green, Braun Brown, Weiss White (overigens werd Schwarz geen Black maar Swartz), Müller Miller, Fischer Fisher, Schmidt Smith, Schreiber Shriver, enzovoorts. Geografische Duitse familienamen bleven als regel wel behouden en deze komen nog steeds vooral onder Joden voor. Alleen de Joodse naam Deutsch werd Dutch.
Wettelijke maatregelen beperkten de Duitstalige scholen en publicaties in enkele jaren tot de helft en steeds meer 'Duitse' Amerikanen gingen versneld voor assimilatie kiezen. Een zeer uitgebreid netwerk van Duitstalige scholen, kranten en tijdschriften en ook Duits-lutherse kerkelijke gemeenten werd in en na de Eerste Wereldoorlog grotendeels ontbonden. Zoals de meeste immigranten hebben ook de Duitsers zich aangepast aan hun nieuwe thuisland en zij veramerikaniseerden. Aan de andere kant heeft de Amerikaanse samenleving als geheel ook veel woorden en gewoonten van Duitse emigranten overgenomen.

### De jaren dertig
In de jaren dertig vluchtten 200.000 Duitsers en Oostenrijkers, van wie de helft Joden, naar Amerika voor de nazistische terreur. Onder hen waren Theodor Adorno, Karl Deutsch, Thomas Mann, Franz Oppenheimer, Max Warburg, Stefan Zweig, Bruno Bettelheim, Alfred Einstein, Ludwig Marcuse, Wilhelm Reich, Artur Schnabel, Richard Coudenhove-Kalergi, Lion Feuchtwanger, Hans Kelsen, Paul Hindemith, Heinrich Mann, Ludwig von Mises, Erich Maria Remarque, Franz Werfel, Hans Rothfels, Ernst Cassirer, Hannah Arendt, Ludwig Mies van der Rohe, Walter Gropius, Arnold Schönberg, Fritz Lang, Walter Friedländer, Kurt Weill, Max Horkheimer, Erich Korngold, Albert Einstein, Paul Lazarsfeld, Paul Tillich, Kurt Lewin, Billy Wilder, om nog altijd beroemde kunstenaars en wetenschappers en een enkele politicus en ondernemer te noemen. Tussen 1945 en 1950 kreeg een aantal jonge, vooral Joodse emigranten door hun beheersing van het Duits een belangrijke rol toegewezen in het Amerikaanse bezettingsleger bij de pacificatie en denazificering van Duitsland. Een voorbeeld daarvan is Henry Kissinger. Na 1945 keerde een aantal immigranten terug naar Europa.
Zie voor statistische gegevens Volksduitsers.

## Balans van anderhalve eeuw immigratie
In 1900 gaven 9 miljoen Amerikanen bij de volkstelling Duits als moedertaal op, dat wil zeggen meestal geen Hoogduits maar een scala van Duitse en Nederduitse dialecten zoals gesproken in de oorsprongsgebieden van de emigranten. Rond 1900 werden ruim 550 Duitstalige dag- en weekbladen gepubliceerd met drie miljoen abonnees en een veelvoud daarvan aan lezers. Op 4.100 Duitstalige lagere scholen 550.000 kinderen ingeschreven. Onderwijsoverheden probeerden overigens dit aantal tegen te gaan en Engelstalig onderwijs te stimuleren door Duits onderwijs te verbieden in de staatsscholen. In het buitenschoolse godsdienstonderwijs bleef Duits lang in gebruik. In duizenden plaatselijke, met name lutherse, kerkgemeenten bleef Duits de omgangs- en de preektaal, naast Engels dat in toenemende mate voor de jongere generaties werd gebruikt. De Duitstalige rooms-katholieken hielden hun taal minder lang vast omdat zij in parochies integreerden met Italianen en Ieren.
Een laatste stroom van ruim één miljoen immigranten werd in de jaren dertig van de 20e eeuw gevormd door vluchtelingen voor het naziregime, vooral intellectuelen en kunstenaars en daaronder veel Joodse Duitsers en Oostenrijkers, die er voortaan geen behoefte meer aan hadden hun Duitstalige identiteit te cultiveren. Zij veramerikaansten zeer snel omdat zij op hun Duitstalige achtergrond geen prijs meer stelden.
Samengevat: tot 1910 kwamen 7 miljoen emigranten naar Amerika uit de toenmalige Duitse staten en later het Duitse Rijk. Gezien de bevolkingsgroei in Amerika hebben zij zich daar en in die periode vervijfvoudigd, maar tegelijk begonnen zij zich ook met andere emigrantengroepen te vermengen. De schatting is dat op dit moment meer dan 50 miljoen Amerikanen minstens een of enkele voorouders hebben afkomstig uit, in historische zin, Duitsland.

## Invloed op de Amerikaanse samenleving
De Duitse Amerikanen zijn invloedrijk geweest in bijna elk aspect van de Amerikaanse samenleving van wetenschap tot architectuur, industrie, sport, entertainment, theologie, regering en het leger. Vooral in het filmbedrijf van Hollywood speelden Duitse Joden in de jaren dertig en veertig een grote rol. Amerikaanse generaals met Duitse wortels zoals Baron von Steuben, John Pershing, Dwight Eisenhower en Norman Schwarzkopf stonden aan het roer van het Amerikaanse leger in respectievelijk de Amerikaanse Burgeroorlog, de Eerste Wereldoorlog de Tweede Wereldoorlog en de Golfoorlog. Vele Duitse Amerikanen speelden een dominante rol in industrie en zakenwereld waaronder John D. Rockefeller, William Boeing, Walter Chrysler (Kreisler) en Donald Trump. Sommigen zoals ingenieur John A. Roebling van de Brooklyn Bridge of architect Walter Gropius drukten zichtbaar hun stempel op Amerika. Duitsers als Albert Einstein, vervolgde Jood, en Wernher von Braun, geprivilegieerde nazi, emigreerden als topwetenschapper. Anderen van deels Duitse afstamming zoals Babe Ruth, Lou Gehrig, Jack Nicklaus, Doris Day (oorspronkelijk Kappelhoff) en Leonardo DiCaprio (zijn tweede naam is Wilhelm), en Bob Dylan (Robert Zimmerman) werden prominente sporters, topartiesten of filmacteurs.

Lichtblauw geeft aan in welke county's mensen van Duitse origine een meerderheid vormen.

Duitsers richtten de eerste kleuterscholen op. De Duitse term Kindergarten werd letterlijk overgenomen in het Amerikaans-Engels. De traditie met de kerstboom werd door de Duitse Amerikanen geïntroduceerd net zoals populair voedsel als de hotdog of de hamburger. Ook het bierbrouwen werd in de 19e eeuw op grote schaal ontwikkeld door Duitse en Oostenrijkse immigranten Eberhard Anheuser die de firma Anheuser-Budweiser oprichtte, Adolphus Busch, Adolph Coors, Frederick Miller, Frederick Pabst en Joseph Schlitz.
Vier Amerikaanse presidenten hebben Duitse voorvaderen. Dwight Eisenhower (oorspronkelijk Eisenhauer, ook zijn moeder was van Duits-Zwitserse afkomst), Herbert Hoover (oorspronkelijk Huber), Richard Milhous Nixon (zijn moedersnaam Melhausen werd verengelst tot Milhous) en Donald Trump, gedeeltelijk van Duitse afkomst. Trumps grootvader Friedrich Trumpf emigreerde in 1885 op 16-jarige leeftijd van Kallstadt (Rijnland-Palts) naar New York waarna hij zijn Duitse naam verengelste tot Frederick Trump. Onder de recente kabinetsleden zijn Donald Rumsfeld en Robert Zoellick te noemen.

## Galerij

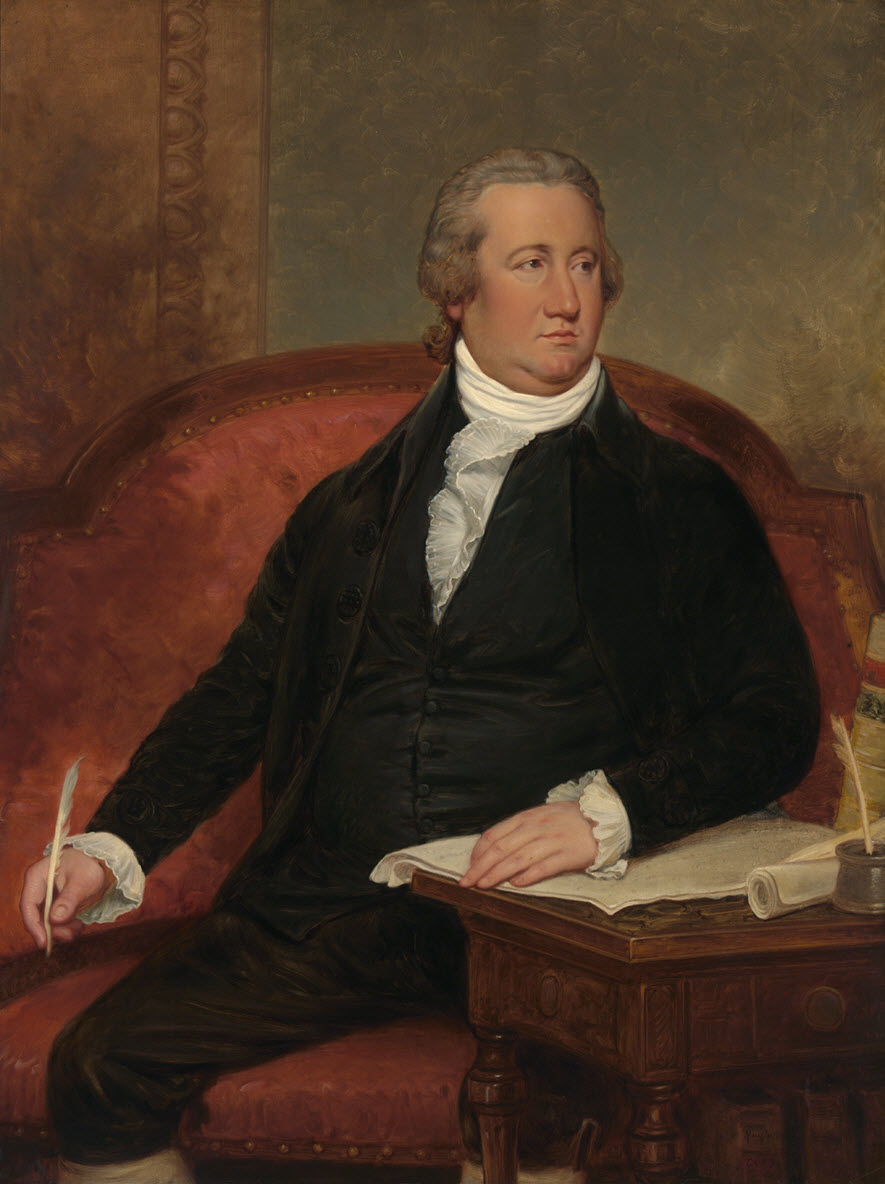
Frederick Muhlenberg
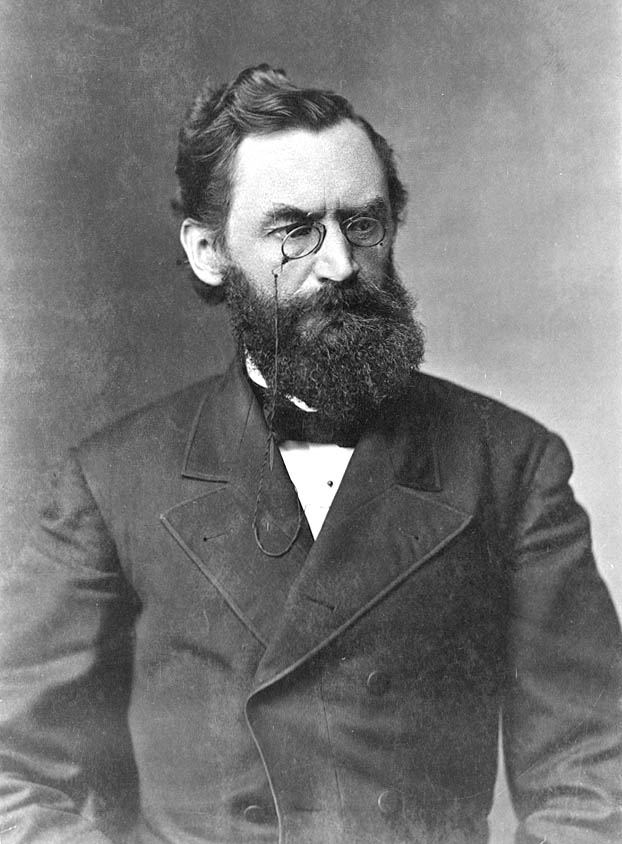
Carl Schurz
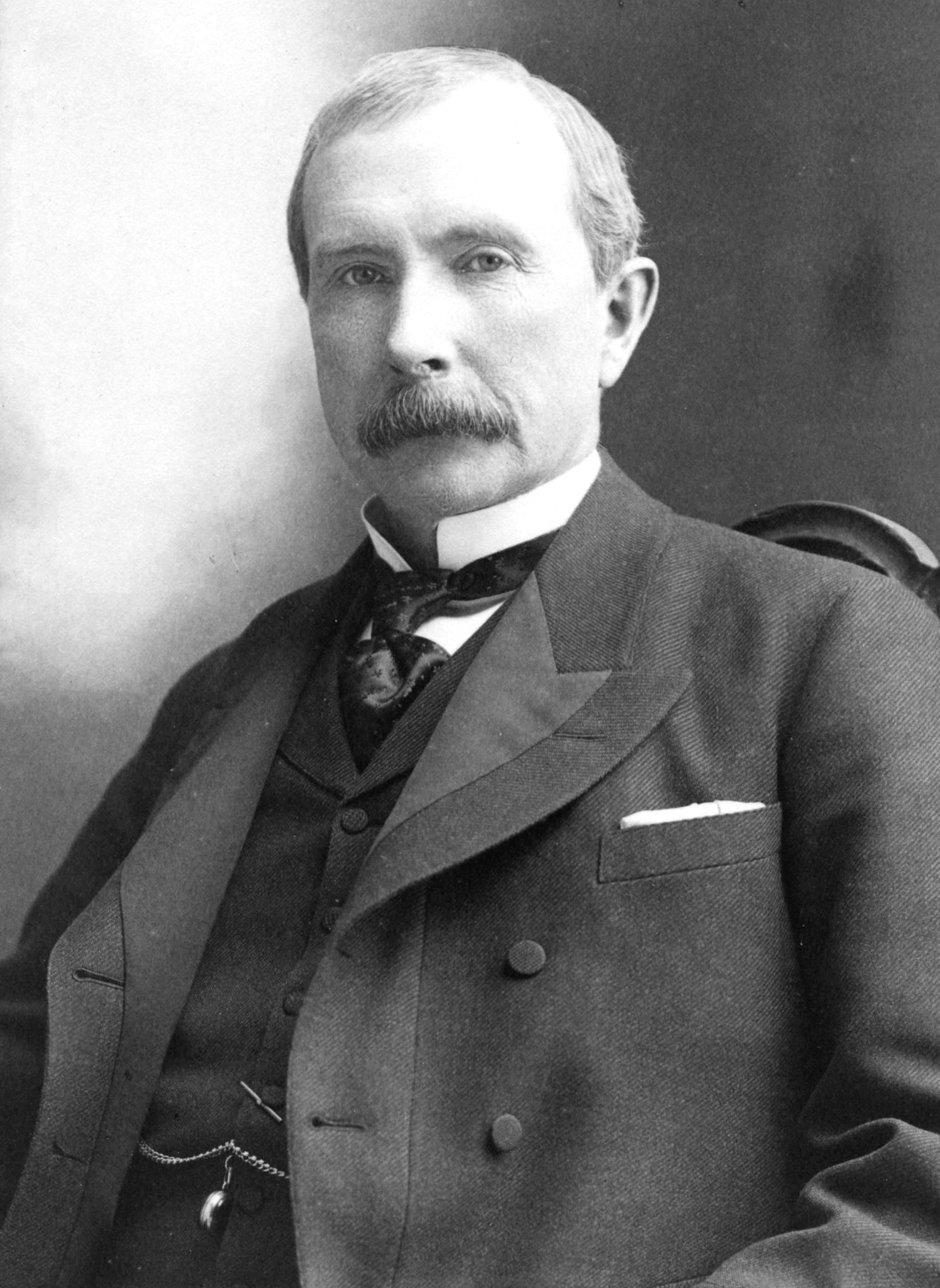
John D. Rockefeller
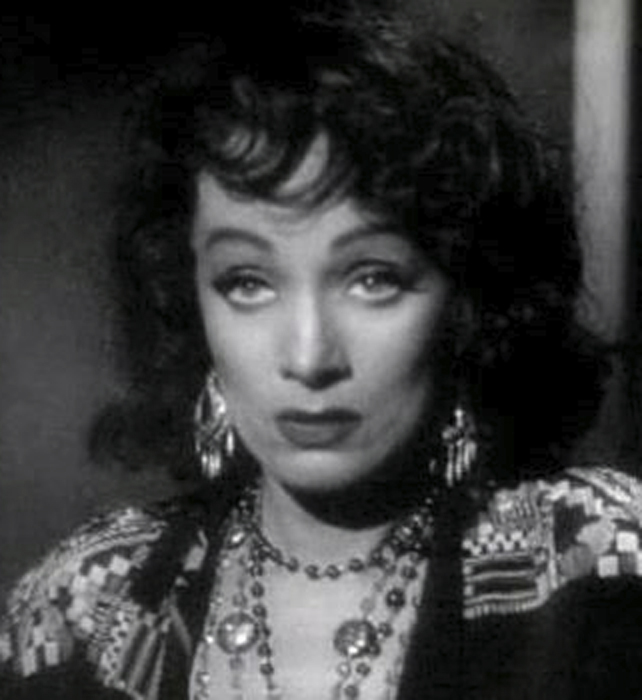
Marlene Dietrich
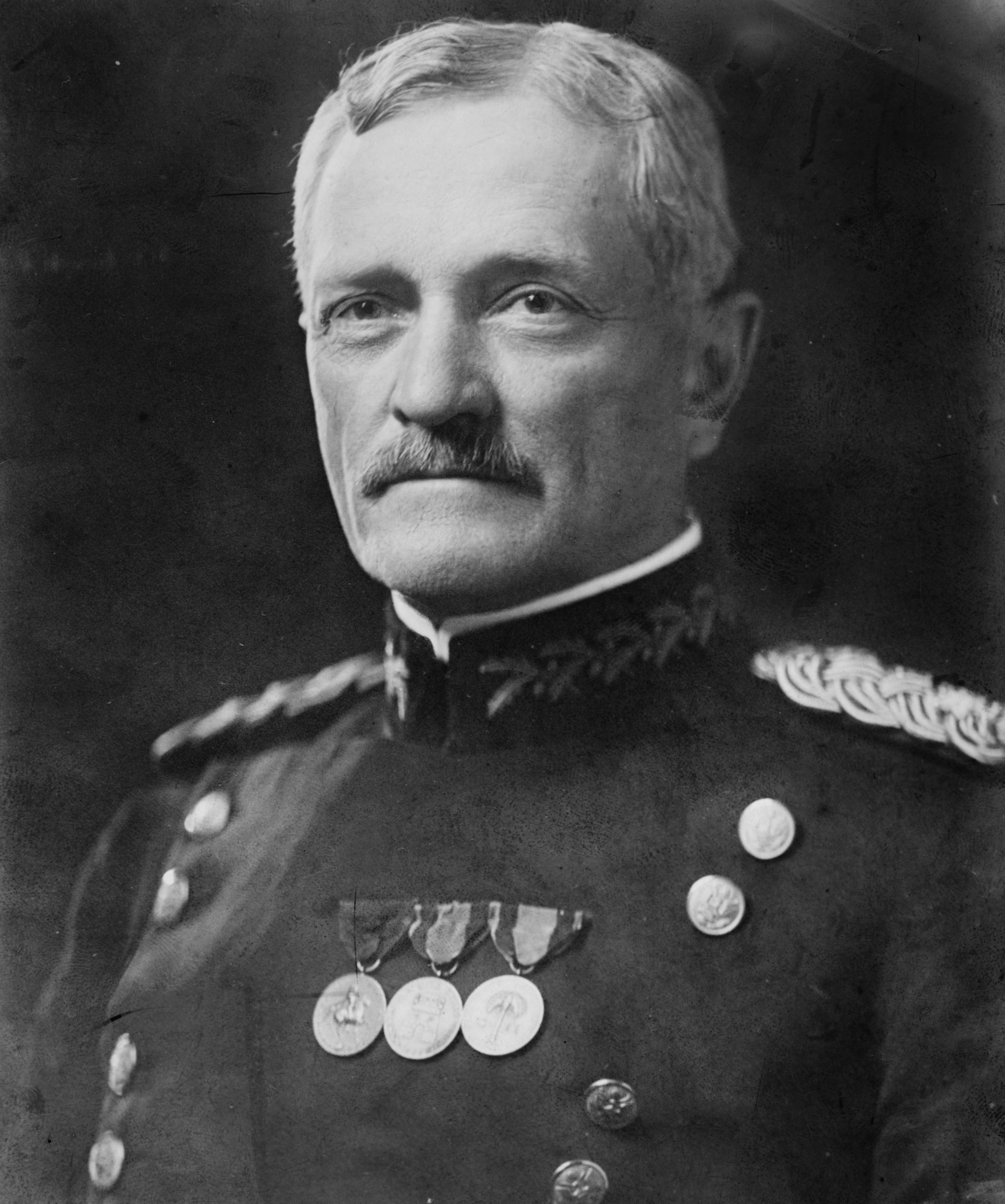
John J. Pershing
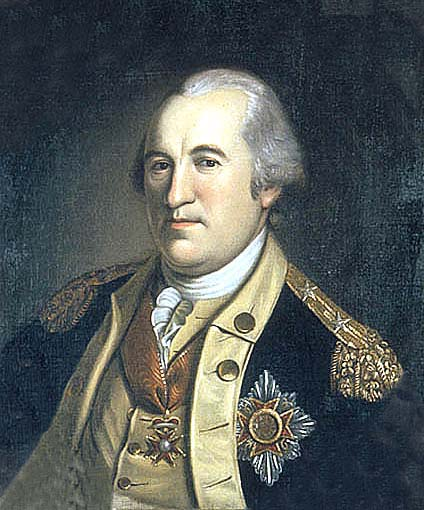
Friedrich Wilhelm von Steuben
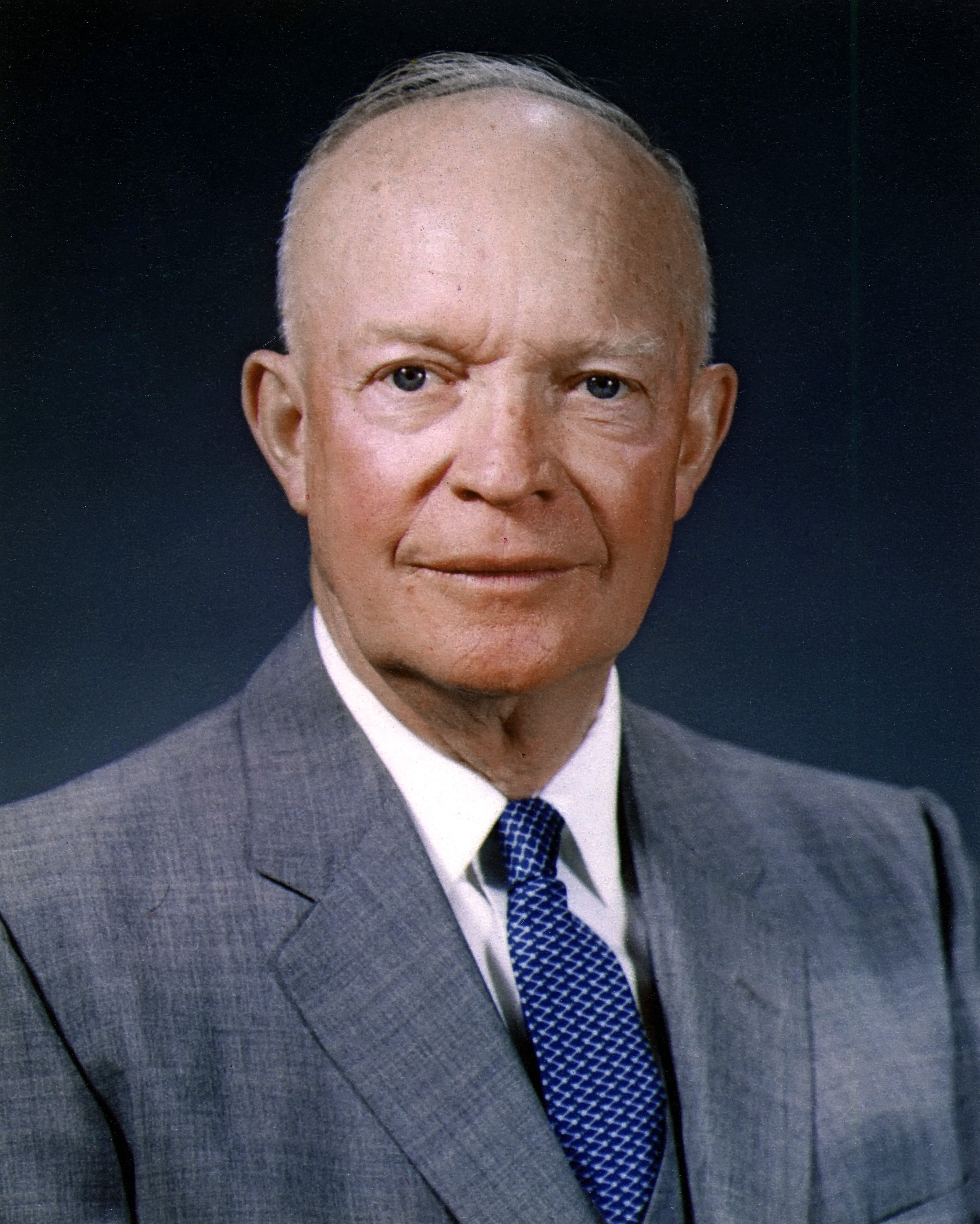
Dwight D. Eisenhower
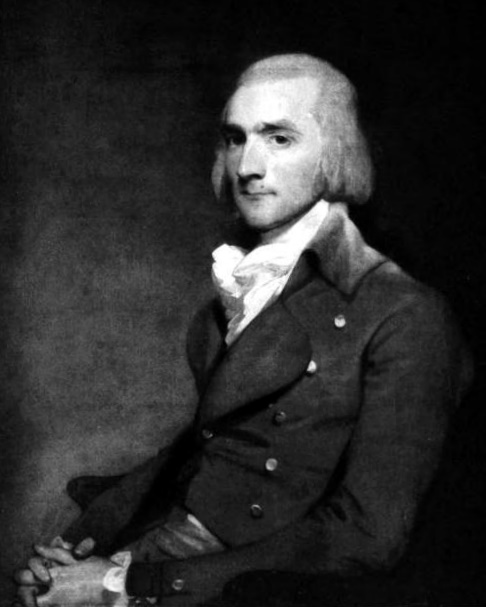
John Jacob Astor
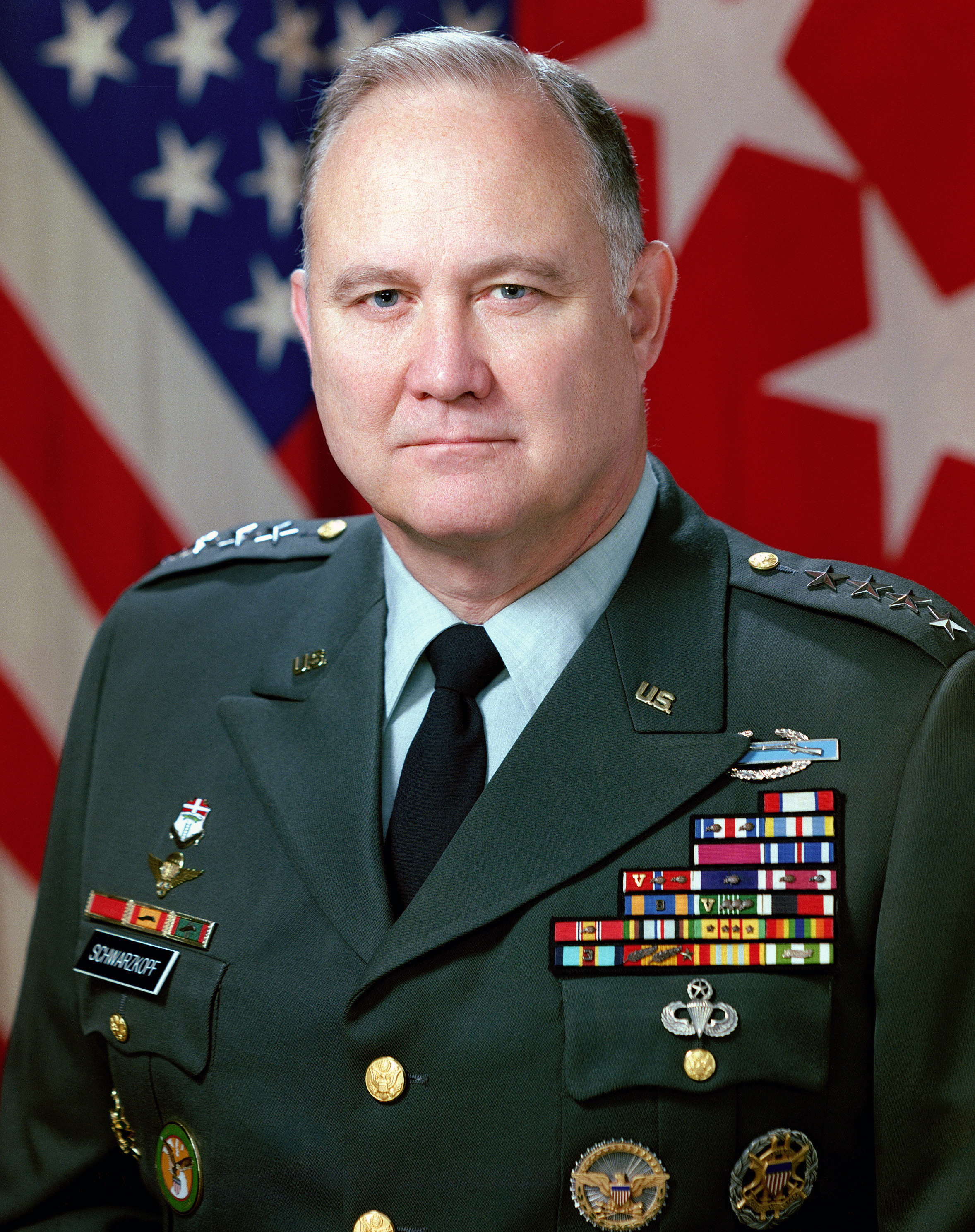
Norman Schwarzkopf
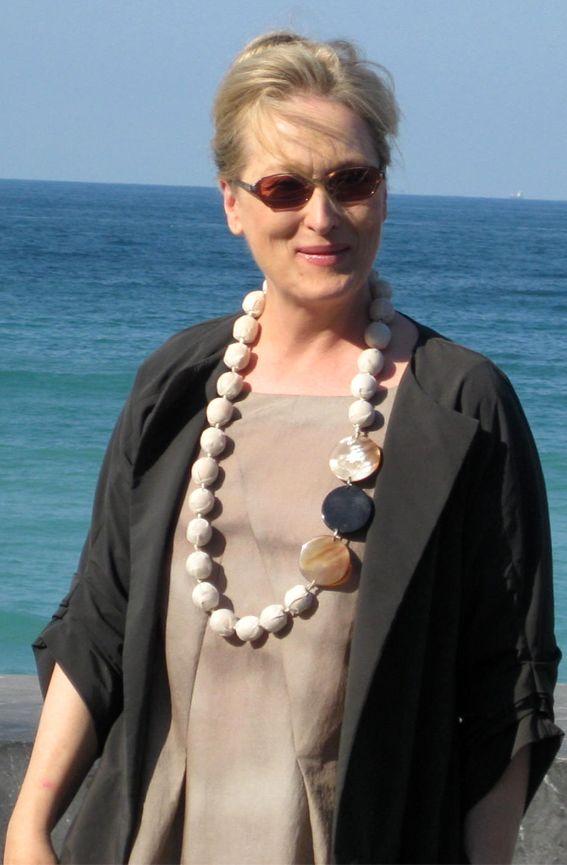
Meryl Streep
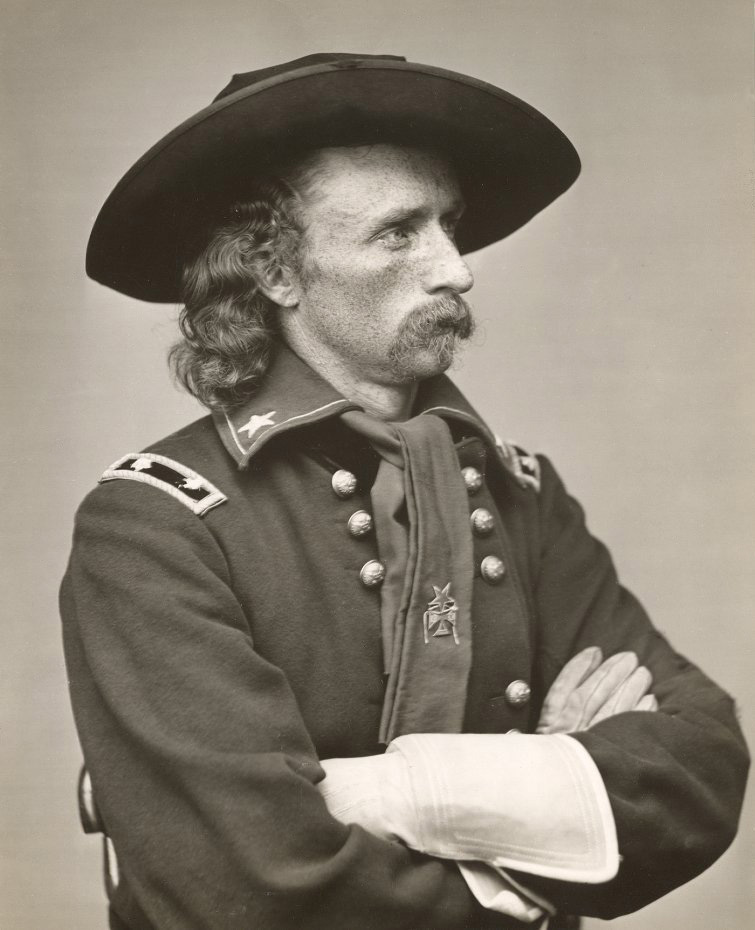
George Armstrong Custer
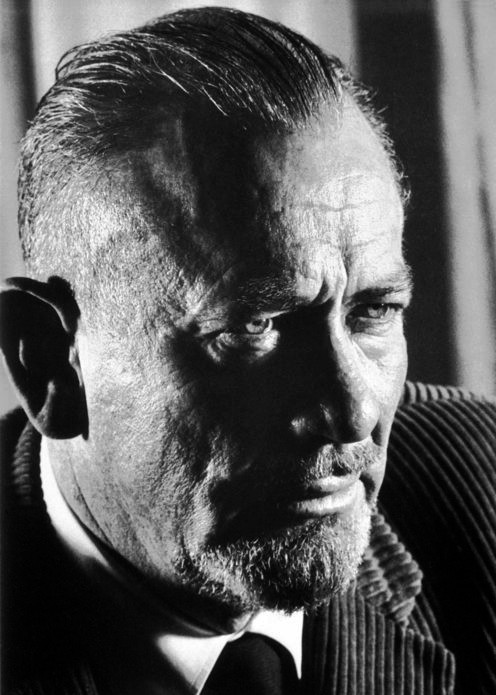
John Steinbeck
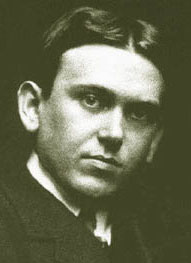
H.L. Mencken